# Сант-Атаназио-дей-Гречи
Сант-Атана́зио-дей-Гре́чи (итал.  Chiesa di Sant'Atanasio dei Greci, греч.  Εκκλησία Αγίου Αθανασίου των Ελλήνων — Церковь Святого Афанасия Греческого) — греко-католическая титулярная церковь византийского обряда в центре Рима, в районе Кампо-Марцио, на Виа дель Бабуино, 149, рядом со знаменитой Испанской лестницей. Была создана Папой Иоанном XXIII 22 февраля 1962 года апостольской конституцией «Prorsus singularia».

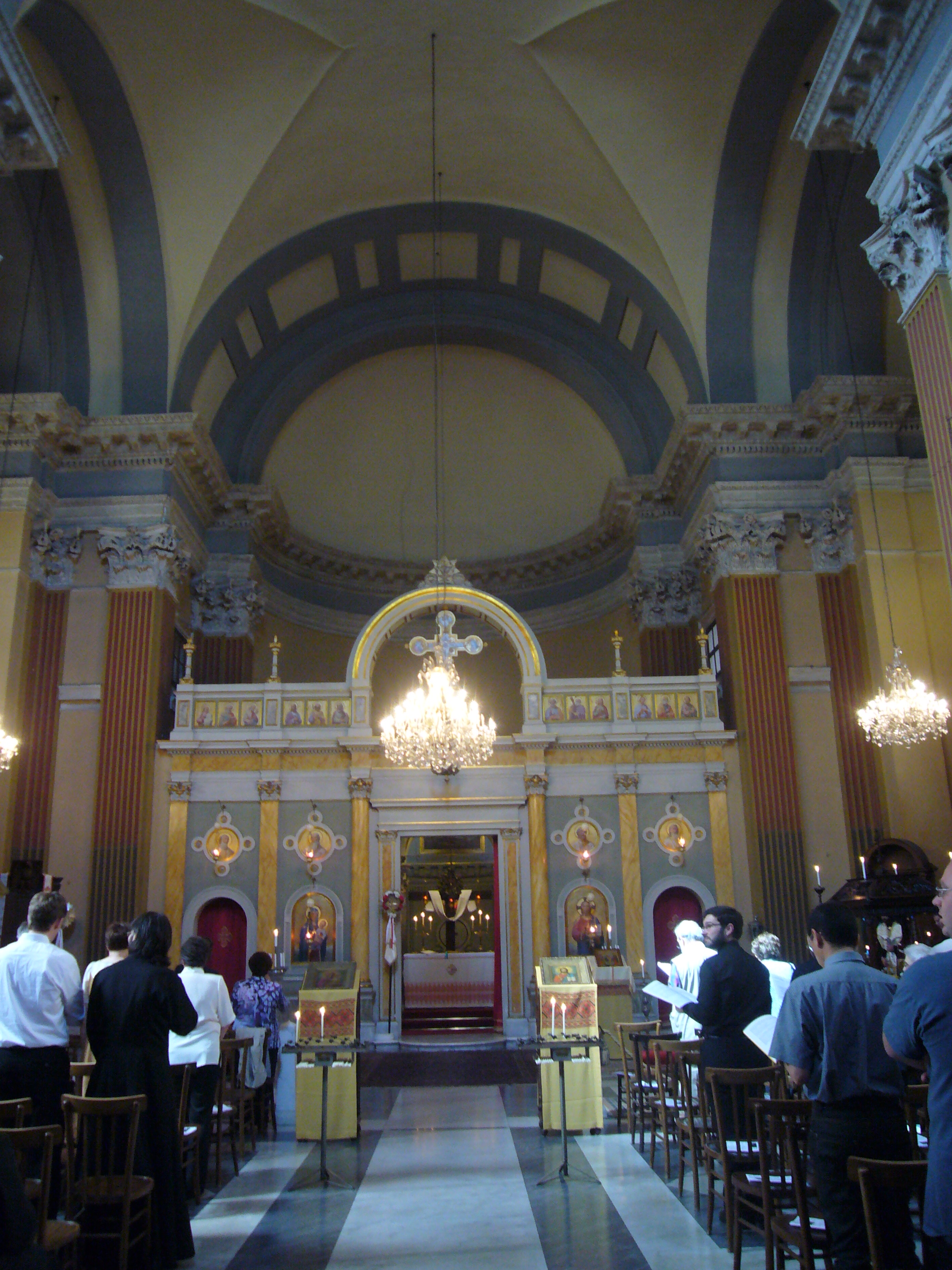
Интерьер и иконостас церкви

## История
В 1573 году папа Григорий XIII, выслушав просьбы албанского религиозного меньшинства Италии о греко-византийском обряде, учредил Конгрегацию греков. Несмотря на сопротивление Общества Иисуса, которое считало более подходящим романизировать общины греческого обряда, в Конгрегации преобладала позиция кардинала Джулио Антонио Санторо об уважении культурной автономии албанского меньшинства. Кардинал предложил создать Греческий коллегиум для религиозного образования восточного духовенства. Строительство проходило под патронатом Папы Григория XIII и ордена иезуитов.
Основание Греческого коллегиума было одобрено в 1577 году Григорием XIII, который также приобрёл землю в квартале Виа дель Бабуино для размещения нового института. С момента основания студенты коллегиума были выходцами из итальянско-албанских конгрегаций, к которым присоединились представители других греко-католических общин: мелькиты, греки, украинцы, венгры, болгары, белорусы, румыны, словаки.
В 1872 году церковь была передана Конгрегации восточных церквей. В 1873 году по завершении строительства сам понтифик отслужил первую мессу по греческому обряду. 22 февраля 1962 года Папа Иоанн XXIII предоставил титулярную церковь резиденции кардиналов.

## Архитектура
Проект церкви разработал архитектор Джакомо делла Порта, ученик и последователь Микеланджело. Фасад создал Мартино Лонги Старший. Строительство осуществлялось в 1580—1583 годах.
Фасад фланкируют две симметричные башни, покрытые куполами. Это довольно редкий тип композиции так называемого двубашенного фасада, характерного для «стиля контрреформации», или трентино (от названия Тридентского собора). По обе стороны от центрального окна имеются две надписи, одна на греческом, другая на латинском языке, в честь святого Афанасия Великого, епископа Александрийского. На одной из башен — часы, подаренные церкви Папой Климентом XIV в 1771 году.

## Интерьер
Интерьер церкви имеет план в виде латинского креста с одним нефом, цилиндрическим сводом, и капеллами с каждой стороны. Алтарная часть устроена в форме триконха («трилистника») с тремя апсидами —редкий пример в римской архитектуре. Внутреннее убранство было поручено Франческо Трабаллези, который отвечал за фрески в боковых капеллах. Его сменил в 1585 году Джузеппе Чезаре по прозванию Кавалер д’Арпино, который написал фрески с изображениями Ассунты (Вознесения Мадонны) и Распятия (в правой и левой апсидах).
Деревянный иконостас построен в XIX веке и отделяет главный алтарь от нефа, как это принято в восточных литургиях.

## Титулярная церковь
Церковь Святого Афанасия греков является титулярной церковью, кардиналом-священником с титулом церкви Святого Афанасия с 18 февраля 2012 года является румынский кардинал Лучиану Мурешану .